# Bromheadia scirpoidea
Bromheadia scirpoidea är en orkidéart som beskrevs av Henry Nicholas Ridley. Bromheadia scirpoidea ingår i släktet Bromheadia och familjen orkidéer. Inga underarter finns listade i Catalogue of Life.